# Umbesetzung
Umbesetzung ist ein Begriff aus der Theatersprache, die mittlerweile auch für Filmproduktionen verwendet wird. 
Eine Rolle wird „umbesetzt“, wenn die Inszenierung eines Stücks gleich bleibt, aber der Darsteller der Rolle ausgewechselt wird. Die Entscheidung über die Vergabe der Rolle liegt dabei bei der Produktionsleitung beziehungsweise der Regie, wobei die Zustimmung zur Übernahme der Rolle innerhalb fester Ensembles eher erwartet wird, als bei Spielfilmproduktionen, bei denen sich Darstellerinnen oder Darsteller auch oft gegen Rollenangebote entscheiden.

## Oper, Musical und Theater
Umbesetzungen sind in der Oper häufig der Fall, weil viele Gesangssolisten gastieren und nur wenige Vorstellungen am selben Ort singen. Die Inszenierung dagegen bleibt meist länger im Repertoire dieses Theaters. Die neue Darstellerin oder der neue Darsteller wird oft nur vom Regieassistenten der betreffenden Produktion in die Rolle eingewiesen und hat manchmal keine Ensemble-Probe vor der ersten Vorstellung. 
Im Schauspiel geschehen Umbesetzungen nur im Notfall, etwa bei Krankheit oder Unfall, weil sie erheblich intensivere Proben erfordern und das Zusammenspiel der Inszenierung stärker beeinflussen als in der Oper.
Bei Produktionen mit hohen Aufführungszahlen wie Musicals wird in der Regel von Beginn an mit Zweitbesetzungen für tragende Rollen gearbeitet, die jederzeit für die Erstbesetzung einspringen können, um Krankheiten oder Urlaubsabwesenheiten zu überbrücken (Cover). Kleinere Rollen können oft sogar von mehreren Ensemblemitgliedern übernommen werden (siehe Swing (Musical)).
Ebenso spricht man von Umbesetzung, wenn eine Darstellerin oder ein Darsteller, während der Theaterproben den Anforderungen nicht genügt und daher ausgewechselt wird. Wenn etwa bei einem Stückvertrag die Rolle des engagierten Schauspielers nicht erwähnt ist, behält sich das Theater eine Umbesetzung vor.
Über das Schauspiel hinaus wird der Begriff für Musikensembles verwendet und auch allgemein für die Neubesetzung öffentlicher Funktionen gebraucht.

## Film- und Fernsehproduktionen
Wenn eine stehende Rolle, zum Beispiel aus einer Fernsehserie wie Lindenstraße, einem neuen Darsteller übertragen wird, spricht man ebenfalls von Umbesetzung. Dies kann auch bei Spielfilmreihen der Fall sein, wenn ein Darsteller nicht länger zur Verfügung steht oder stirbt, wie Richard Harris, der in der Harry-Potter-Filmreihe in den ersten beiden Teilen (2001 und 2002) die Rolle des Dumbledore spielte. Nachdem Sean Connery kein Interesse hatte, die Rolle zu übernehmen, wurde mit Michael Gambon ein Ersatz gefunden, den viele als Fehlbesetzung einstuften.
Bei Spielfilmproduktionen kommt es außerdem vor, dass Produzenten eine bestimmte Vorstellung davon haben, wer für eine Rolle geeignet wäre, diese aber nicht mit den Wünschen oder Vorstellungen der Darsteller übereinstimmen, oder diese bereits anderweitig verpflichtet sind. Für die Filmtrilogie Der Herr der Ringe hatte das Produktionsteam beispielsweise ursprünglich nicht Viggo Mortensen als Aragorn vorgesehen, sondern den 14 Jahre jüngeren Stuart Townsend, der Regisseur Peter Jackson nach vier Drehtagen mitteilte, er fühle sich zu jung für die Rolle.